# Ilmari Niskanen
Ilmari Niskanen (Kiuruvesi, 27 ottobre 1997) è un calciatore finlandese, centrocampista dell'Exeter City.

## Caratteristiche tecniche
È un centrocampista offensivo.

## Carriera

### Club
Il 18 settembre 2020 viene acquistato dall'Ingolstadt 04.
Il 20 agosto 2021 viene ceduto dal Dundee Utd.

### Nazionale
Ha giocato nelle nazionali giovanili finlandesi Under-17, Under-19 ed Under-21.
Nel 2020 ha esordito nella nazionale finlandese.

## Palmarès

### Club

#### Competizioni nazionali
- Campionato finlandese: 1

KuPS: 2019